# Alexander Peya
Alexander Peya (Viena, 27 de juny de 1980) és un tennista austríac. Va aconseguir els seus títols en el circuit de dobles, on va arribar a ser el número 3 del rànquing l'any 2013.

## Torneigs de Grand Slam

### Dobles: 1 (0−1)
| Resultat  | Núm. | Any  | Torneig | Parella      | Oponents                    | Marcador |
| --------- | ---- | ---- | ------- | ------------ | --------------------------- | -------- |
| Finalista | 1.   | 2013 | US Open | Bruno Soares | Leander Paes Radek Štěpánek | 1−6, 3−6 |

### Dobles mixts: 2 (1−1)
| Resultat  | Núm. | Any  | Torneig   | Parella         | Oponents                       | Marcador    |
| --------- | ---- | ---- | --------- | --------------- | ------------------------------ | ----------- |
| Finalista | 1.   | 2015 | Wimbledon | Tímea Babos     | Martina Hingis Leander Paes    | 1−6, 1−6    |
| Guanyador | 1.   | 2018 | Wimbledon | Nicole Melichar | Viktória Azàrenka Jamie Murray | 7−6(1), 6−3 |

## Palmarès: 18 (0−17−1)

### Dobles: 46 (17−29)
| Llegenda (pre/post 2009)                                 |
| -------------------------------------------------------- |
| Grand Slams (0−1)                                        |
| Tennis Masters Cup / ATP Finals (0−0)                    |
| ATP Masters Series / ATP World Tour Masters 1000 (3−3)   |
| ATP International Series Gold / ATP World Tour 500 (6−9) |
| ATP International Series / ATP World Tour 250 (8−16)     |

| Títols per superfície |
| --------------------- |
| Dura (9−15)           |
| Gespa (2−3)           |
| Terra batuda (6−11)   |

| Resultat  | Núm. | Data                   | Torneig                     | Superfície       | Parella            | Oponents                             | Marcador                |
| --------- | ---- | ---------------------- | --------------------------- | ---------------- | ------------------ | ------------------------------------ | ----------------------- |
| Finalista | 1.   | 27 de juliol de 2003   | Kitzbühel, Àustria          | Terra batuda     | Jürgen Melzer      | Martin Damm Cyril Suk                | 4−6, 4−6                |
| Finalista | 2.   | 7 de maig de 2006      | Múnic, Alemanya             | Terra batuda     | Björn Phau         | Andrei Pavel Alexander Waske         | 4−6, 2−6                |
| Finalista | 3.   | 12 d'octubre de 2008   | Viena, Àustria              | Dura (i)         | Philipp Petzschner | Max Mirnyi Andy Ram                  | 1−6, 6−7                |
| Finalista | 4.   | 27 de febrer de 2011   | Delray Beach, Estats Units  | Dura             | Christopher Kas    | Scott Lipsky Rajeev Ram              | 6−4, 4−6, [3−10]        |
| Finalista | 5.   | 1 de maig de 2011      | Belgrad, Sèrbia             | Terra batuda     | Oliver Marach      | František Čermák Filip Polášek       | 5−7, 2−6                |
| Guanyador | 1.   | 24 de juliol de 2011   | Hamburg, Alemanya           | Terra batuda     | Oliver Marach      | František Čermák Filip Polášek       | 4−6, 1−6                |
| Finalista | 6.   | 31 de juliol de 2011   | Gstaad, Suïssa              | Terra batuda     | Christopher Kas    | František Čermák Filip Polášek       | 3−6, 6−7(7)             |
| Finalista | 7.   | 27 d'agost de 2011     | Winston-Salem, Estats Units | Dura             | Christopher Kas    | Jonathan Erlich Andy Ram             | 6−7(2), 4−6             |
| Guanyador | 2.   | 14 de gener de 2012    | Auckland, Nova Zelanda      | Dura             | Oliver Marach      | František Čermák Filip Polášek       | 6−3, 6−2                |
| Finalista | 8.   | 15 de juliol de 2012   | Bastad, Suècia              | Terra batuda     | Bruno Soares       | Robert Lindstedt Horia Tecău         | 3−6, 6−7(5)             |
| Guanyador | 3.   | 30 de setembre de 2012 | Kuala Lumpur, Malàisia      | Dura (i)         | Bruno Soares       | Colin Fleming Ross Hutchins          | 5−7, 7−5, [10−7]        |
| Guanyador | 4.   | 7 d'octubre de 2012    | Tòquio, Japó                | Dura             | Bruno Soares       | Leander Paes Radek Štěpánek          | 6−3, 7−6(5)             |
| Guanyador | 5.   | 28 d'octubre de 2012   | València, Espanya           | Dura (i)         | Bruno Soares       | David Marrero Fernando Verdasco      | 6−3, 6−2                |
| Guanyador | 6.   | 17 de febrer de 2013   | São Paulo, Brasil           | Terra batuda (i) | Bruno Soares       | František Čermák Michal Mertiňák     | 6−7(5), 6−2, [10−7]     |
| Guanyador | 7.   | 28 d'abril de 2013     | Barcelona, Espanya          | Terra batuda     | Bruno Soares       | Robert Lindstedt Daniel Nestor       | 5−7, 7−6(7), [10−4]     |
| Finalista | 9.   | 12 de maig de 2013     | Madrid, Espanya             | Terra batuda     | Bruno Soares       | Bob Bryan Mike Bryan                 | 2−6, 3−6                |
| Finalista | 10.  | 16 de juny de 2013     | Londres, Regne Unit         | Gespa            | Bruno Soares       | Bob Bryan Mike Bryan                 | 6−4, 5−7, [3−10]        |
| Guanyador | 8.   | 21 de juny de 2013     | Eastbourne, Regne Unit      | Gespa            | Bruno Soares       | Colin Fleming Jonathan Marray        | 3−6, 6−3, [10−8]        |
| Finalista | 11.  | 21 de juliol de 2013   | Hamburg                     | Terra batuda     | Bruno Soares       | Mariusz Fyrstenberg Marcin Matkowski | 6−3, 1−6, [8−10]        |
| Guanyador | 9.   | 11 d'agost de 2013     | Mont-real, Canadà           | Dura             | Bruno Soares       | Colin Fleming Andy Murray            | 6−4, 7−6(4)             |
| Finalista | 12.  | 7 de setembre de 2013  | US Open, Estats Units       | Dura             | Bruno Soares       | Leander Paes Radek Štěpánek          | 1−6, 3−6                |
| Guanyador | 10.  | 27 d'octubre de 2013   | València (2)                | Dura (i)         | Bruno Soares       | Bob Bryan Mike Bryan                 | 7−6(3), 6−7(1), [13−11] |
| Finalista | 13.  | 3 de novembre de 2013  | París, França               | Dura (i)         | Bruno Soares       | Bob Bryan Mike Bryan                 | 3−6, 3−6                |
| Finalista | 14.  | 3 de gener de 2014     | Doha, Qatar                 | Dura             | Bruno Soares       | Tomáš Berdych Jan Hájek              | 2−6, 4−6                |
| Finalista | 15.  | 11 de gener de 2014    | Auckland                    | Dura             | Bruno Soares       | Julian Knowle Marcelo Melo           | 6−4, 3−6, [5−10]        |
| Finalista | 16.  | 16 de març de 2014     | Indian Wells, Estats Units  | Dura             | Bruno Soares       | Bob Bryan Mike Bryan                 | 4−6, 3−6                |
| Guanyador | 11.  | 15 de juny de 2014     | Londres                     | Gespa            | Bruno Soares       | Jamie Murray John Peers              | 4−6, 7−6(4), [10−4]     |
| Finalista | 17.  | 21 de juny de 2014     | Eastbourne                  | Gespa            | Bruno Soares       | Treat Huey Dominic Inglot            | 5−7, 7−5, [8−10]        |
| Finalista | 18.  | 20 de juliol de 2014   | Hamburg (2)                 | Terra batuda     | Bruno Soares       | Marin Draganja Florin Mergea         | 4−6, 5−7                |
| Guanyador | 12.  | 10 d'agost de 2014     | Mont-real (2)               | Dura             | Bruno Soares       | Ivan Dodig Marcelo Melo              | 6−4, 6−3                |
| Guanyador | 13.  | 3 de maig de 2015      | Múnic                       | Terra batuda     | Bruno Soares       | Alexander Zverev Mischa Zverev       | 4−6, 6−1, [10−5]        |
| Finalista | 19.  | 14 de juny de 2015     | Stuttgart, Alemanya         | Gespa            | Bruno Soares       | Rohan Bopanna Florin Mergea          | 7−5, 2−6, [7−10]        |
| Finalista | 20.  | 27 de setembre de 2015 | Sant Petersburg, Rússia     | Dura             | Julian Knowle      | Treat Huey Henri Kontinen            | 5−7, 3−6                |
| Guanyador | 14.  | 1 de novembre de 2015  | Basilea, Suïssa             | Dura (i)         | Bruno Soares       | Jamie Murray John Peers              | 7−5, 7−5                |
| Finalista | 21.  | 8 de gener de 2016     | Doha                        | Dura             | Philipp Petzschner | Feliciano López Marc López           | 4−6, 3−6                |
| Finalista | 22.  | 14 de febrer de 2016   | Rotterdam, Països Baixos    | Dura (i)         | Philipp Petzschner | Nicolas Mahut Vasek Pospisil         | 6−7(2), 4−6             |
| Finalista | 23.  | 27 de febrer de 2016   | Acapulco, Mèxic             | Dura             | Philipp Petzschner | Treat Huey Max Mirnyi                | 6−7(5), 3−6             |
| Finalista | 24.  | 19 de juny de 2016     | Halle, Alemanya             | Gespa            | Łukasz Kubot       | Raven Klaasen Rajeev Ram             | 6−7(5), 2−6             |
| Finalista | 25.  | 24 de juliol de 2016   | Washington DC, Estats Units | Dura             | Łukasz Kubot       | Daniel Nestor Édouard Roger-Vasselin | 6−7(3), 6−7(4)          |
| Finalista | 26.  | 26 d'abril de 2017     | Barcelona                   | Terra batuda     | Philipp Petzschner | Florin Mergea Aisam-ul-Haq Qureshi   | 4−6, 3−6                |
| Guanyador | 15.  | 1 d'octubre de 2017    | Shenzhen, Xina              | Dura             | Rajeev Ram         | Nikola Mektić Nicholas Monroe        | 6−3, 6−2                |
| Finalista | 27.  | 11 de febrer de 2018   | Sofia, Bulgària             | Dura (i)         | Nikola Mektić      | Robin Haase Matwé Middelkoop         | 7−5, 4−6, [4−10]        |
| Finalista | 28.  | 24 de febrer de 2018   | Rio de Janeiro, Brasil      | Terra batuda     | Nikola Mektić      | David Marrero Fernando Verdasco      | 7−5, 5−7, [8−10]        |
| Guanyador | 16.  | 14 d'abril de 2018     | Marràqueix, Marroc          | Terra batuda     | Nikola Mektić      | Benoît Paire Édouard Roger-Vasselin  | 7−5, 3−6, [10−7]        |
| Finalista | 29.  | 6 de maig de 2018      | Múnic (2)                   | Terra batuda     | Nikola Mektić      | Ivan Dodig Rajeev Ram                | 3−6, 5−7                |
| Guanyador | 17.  | 13 de maig de 2018     | Madrid                      | Terra batuda     | Nikola Mektić      | Bob Bryan Mike Bryan                 | 5−3, retirada           |

### Dobles mixts: 2 (1−1)
| Resultat  | Núm. | Data                 | Torneig               | Superfície | Parella         | Oponents                       | Marcador    |
| --------- | ---- | -------------------- | --------------------- | ---------- | --------------- | ------------------------------ | ----------- |
| Finalista | 1.   | 12 de juliol de 2015 | Wimbledon, Regne Unit | Gespa      | Tímea Babos     | Martina Hingis Leander Paes    | 1−6, 1−6    |
| Guanyador | 1.   | 15 de juliol de 2018 | Wimbledon             | Gespa      | Nicole Melichar | Viktória Azàrenka Jamie Murray | 7−6(1), 6−3 |

## Trajectòria

### Individual
| Open d'Austràlia | Q   | A   | Q   | A   | A   | Q   | Q   | Q   | A   | Q   | 0 / 0   | 0 – 0   |
| Roland Garros | Q   | Q   | 1R  | Q   | A   | 1R  | Q   | A   | A   | A   | 0 / 2   | 0 – 2   |
| Wimbledon | Q   | Q   | 2R  | Q   | 1R  | 1R  | 1R  | 1R  | Q   | A   | 0 / 5   | 1 – 5   |
| US Open | Q   | A   | 3R  | Q   | Q   | Q   | Q   | Q   | Q   | A   | 0 / 1   | 2 – 1   |
| Rànquing a final d'any | 192 | 152 | 131 | 312 | 140 | 178 | 148 | 272 | 215 | 693 | 22 – 51 | 22 – 51 |
| Llegenda: G: Guanyador; F: Finalista; SF: Semifinalista; QF: Quarts de final; Q: Qualificació; A: Absent; RR: Round Robin; |     |     |     |     |     |     |     |     |     |     |         |         |

### Dobles
| Open d'Austràlia | A   | A   | A   | A           | A           | 1R          | 2R    | 2R          | A           | 1R          | 1R    | 2R          | 3R          | 2R          | 1R    | 1R          | 2R          |             | 0 / 11    | 7 – 11    |
| Roland Garros | A   | A   | 3R  | A           | QF          | 1R          | 1R    | 1R          | A           | 3R          | 2R    | SF          | 2R          | QF          | SF    | 1R          | SF          |             | 0 / 13    | 23 – 13   |
| Wimbledon | Q   | A   | Q   | 2R          | 2R          | 3R          | QF    | 2R          | Q           | SF          | 1R    | 3R          | QF          | QF          | 1R    | 2R          | 3R          |             | 0 / 13    | 23 – 13   |
| US Open | A   | A   | 2R  | A           | 2R          | 1R          | 1R    | 1R          | A           | 1R          | QF    | F           | QF          | 1R          | QF    | 1R          | A           |             | 0 / 12    | 15 – 12   |
| Jocs Olímpics | NC  | NC  | A   | No celebrat | No celebrat | No celebrat | A     | No celebrat | No celebrat | No celebrat | 2R    | No celebrat | No celebrat | No celebrat | QF    | No celebrat | No celebrat | No celebrat | 0 / 2     | 3 – 2     |
| ATP Finals | A   | A   | A   | A           | A           | A           | A     | A           | A           | A           | A     | SF          | RR          | A           | A     | A           | RR          |             | 0 / 3     | 3 – 6     |
| Total Victòries–Derrotes                                                                                                   | 0–3 | 6–3 | 6–6 | 1–2         | 7–9         | 11–14       | 14–12 | 14–16       | 2–3         | 36–23       | 36–24 | 56–20       | 43–27       | 38–27       | 35–25 | 22–24       | 36–20       |             | 367 – 264 | 367 – 264 |
| Rànquing a final d'any | 197 | 90  | 95  | 98          | 52          | 62          | 49    | 73          | 103         | 18          | 22    | 4           | 10          | 24          | 23    | 54          | 17          |             |           |           |
| Llegenda: G: Guanyador; F: Finalista; SF: Semifinalista; QF: Quarts de final; Q: Qualificació; A: Absent; RR: Round Robin; |     |     |     |             |             |             |       |             |             |             |       |             |             |             |       |             |             |             |           |           |